# Dąbków (gmina)
Dąbków (do 1949 i od 1973 Lubaczów) – dawna gmina wiejska istniejąca 1949–1954 w woj. rzeszowskim (dzisiejsze woj. podkarpackie). Siedzibą władz gminy był Dąbków.
Gmina została utworzona w dniu 1 stycznia 1949 roku w woj. rzeszowskim, powiecie lubaczowskim, po przemianowaniu gminy Lubaczów na gmina Dąbków. Według stanu z 1 lipca 1952 roku gmina Dąbków składała się z 8 gromad: Bihale, Borchów, Dąbków, Dąbrowa, Łukawiec, Nowa Grobla, Opaka i Szczutków.
Gmina została zniesiona 29 września 1954 roku wraz z reformą wprowadzającą gromady w miejsce gmin. Jednostka została przywrócona 1 stycznia 1973 roku po reaktywowaniu gmin w miejsce gromad, lecz już pod pierwotną nazwą gmina Lubaczów, z siedzibą w Lubaczowie.